# Wereldkampioenschappen judo 1956

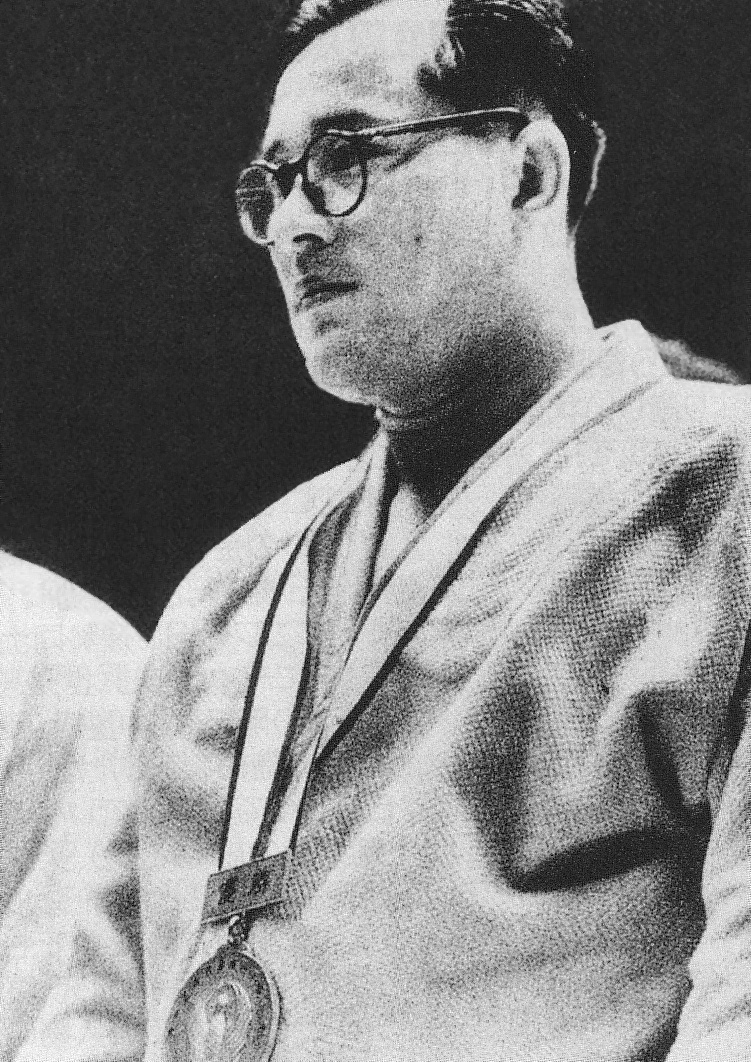
Shokichi Natsui, wereldkampioen 1956

De Wereldkampioenschappen judo 1956 was de eerste editie van de wereldkampioenschappen judo en werd gehouden in Tokio op 3 mei 1956.

## Medaillewinnaars

### Mannen
| Gewichtsklasse | Goud            | Zilver               | Brons                        |
| -------------- | --------------- | -------------------- | ---------------------------- |
| Open           | Shokichi Natsui | Yoshihiko Yoshimatsu | Henri Courtine Anton Geesink |

## Medaillespiegel
| Plaats | Land      | Goud | Zilver | Brons | Totaal |
| 1      | Japan     | 1    | 1      | 0     | 2      |
| 2      | Frankrijk | 0    | 0      | 1     | 1      |
| 2      | Nederland | 0    | 0      | 1     | 1      |
| Totaal | Totaal    | 1    | 1      | 2     | 4      |